# اچ‌ام‌اس هازارد (۱۷۴۴)
اچ‌ام‌اس هازارد (۱۷۴۴) (به انگلیسی: HMS Hazard (1744)) یک کشتی بود که طول آن ۹۲ فوت ۳٫۷۵ اینچ (۲۸٫۱ متر) بود. این کشتی در سال ۱۷۴۴ ساخته شد.